# Päidla Väikejärv
Päidla Väikejärv (est.  Päidla Väikejärv, Toovere järv) – jezioro w Estonii,  w prowincji Valgamaa, w gminie Palupera. Należy do pojezierza Päidla (est. Päidla järved) na zachód od wsi Päidla. Ma powierzchnię 2,8 ha linię brzegową o długości 698 m, długość 200 m i szerokość 100 m. Sąsiaduje z jeziorami Päidla Mõisajärv, Näkijärv, Kalmejärv, Päidla Mõisajärv. Położone jest na terenie obszaru chronionego krajobrazu Otepää looduspark.